# Plano americano

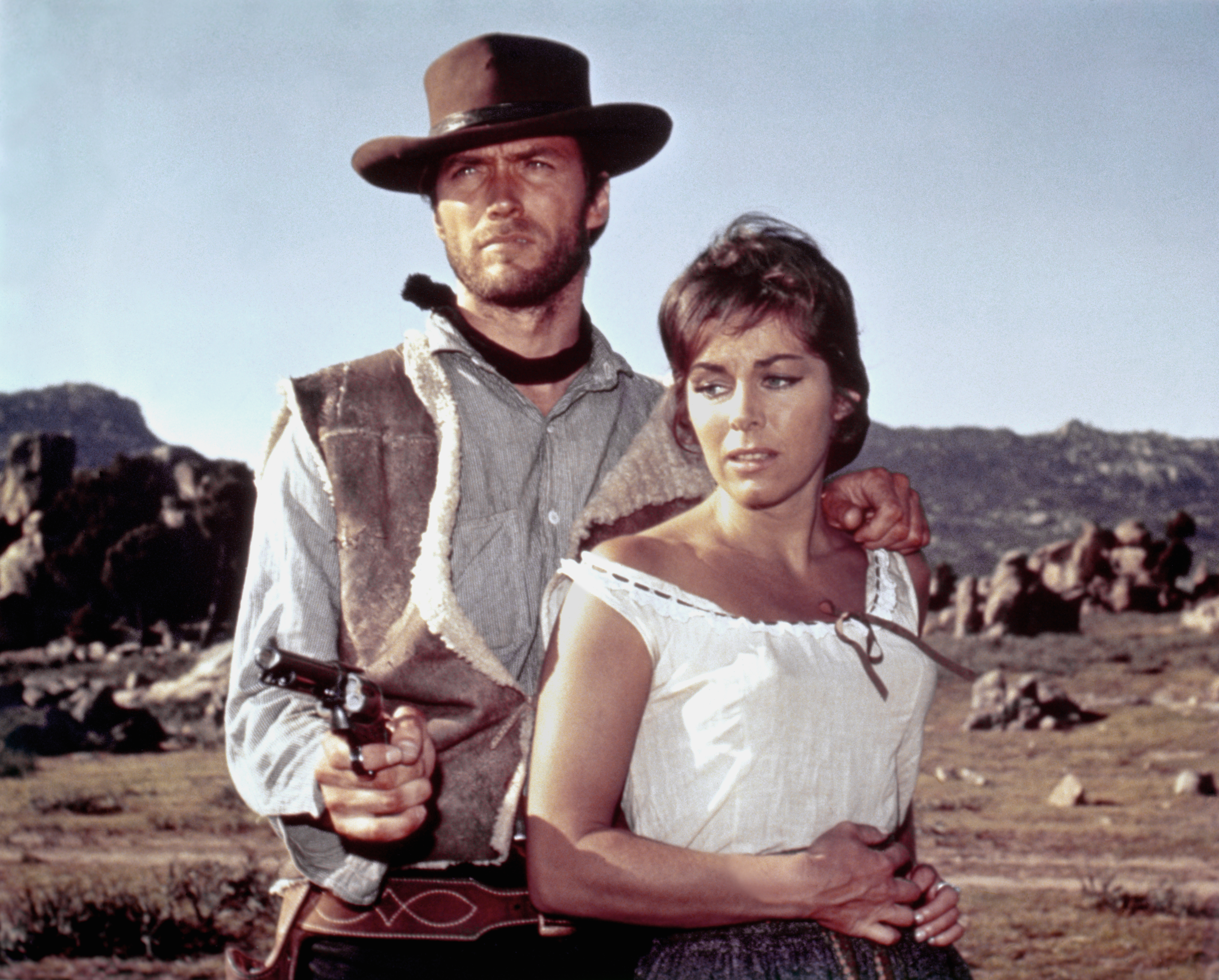
Exemplo de enquadramento em plano americano, do filme A Fistful of Dollars de 1964.

Plano americano  é um posicionamento de câmera muito utilizado no cinema e vídeo.
Enquadra a personagem dos joelhos para cima.
Facilita a visualização da movimentação e reconhecimento das personagens.
O plano americano foi inventado por David W.Griffith, que chegou à conclusão de que a distância da câmera ao personagem usada na época - câmera estática filmando o ator inteiro, como se fosse um teatro - exigia da pessoa sendo filmada uma atuação muito dramática para que pudesse ser vista e entendida por todos. Inventou assim esse plano que se aproximava mais da pessoa, mostrando melhor e mais naturalmente sua expressão. Este plano surge nos Estados unidos, muito utilizado nos filmes western para mostrar as armas dos Cowboys.